# Thysanopyga nigricomata
Thysanopyga nigricomata är en fjärilsart som beskrevs av W. Warren 1901. Thysanopyga nigricomata ingår i släktet Thysanopyga och familjen mätare. Inga underarter finns listade i Catalogue of Life.